# John Rambo (atleta)
John Rambo (Atlanta, Texas, 9 de agosto de 1943 - Paramount, California, 8 de enero de 2022) fue un atleta estadounidense, especializado en la prueba de salto de altura en la que llegó a ser medallista de bronce olímpico en 1964.

## Carrera deportiva
En los JJ. OO. de Tokio 1964 ganó la medalla de bronce en el salto de altura, logrando saltar por encima de 2.16 metros, tras el soviético Valeriy Brumel (récord olímpico con 2.18 m) y el estadounidense John Thomas (plata también con 2.18 m pero en más intentos).